# برج مروارید خاور
برج مروارید خاور در کنار رودخانه هوانگپو در شانگهای چین واقع شده‌است.
سازه راس برج ۱۴ طبقه‌است که شامل رستوران گردان، هتل فضایی در ارتفاع ۱۴۰ تا ۲۳۰ متر، ۹ کانال تلویزیونی و۱۰ کانال FM رادیویی می‌باشد.
سه ستون بزرگ تو خالی به قطر ۹ متر که توسط سه تیوب به قطر ۷ متر تقویت شده، نگهدارنده کره‌ای به قطر
۵۰ متر می‌باشند. فضای سبز اطراف این برج ۱۵٫۵ هکتار است که پارک مروارید درخشان نام دارد.
این برج دارای ۶ آسانسور است که دو آسانسور آن با گنجایش ۵۰ نفر با سرعت ۷ متر برثانیه حرکت می‌کند.

## نگارخانه

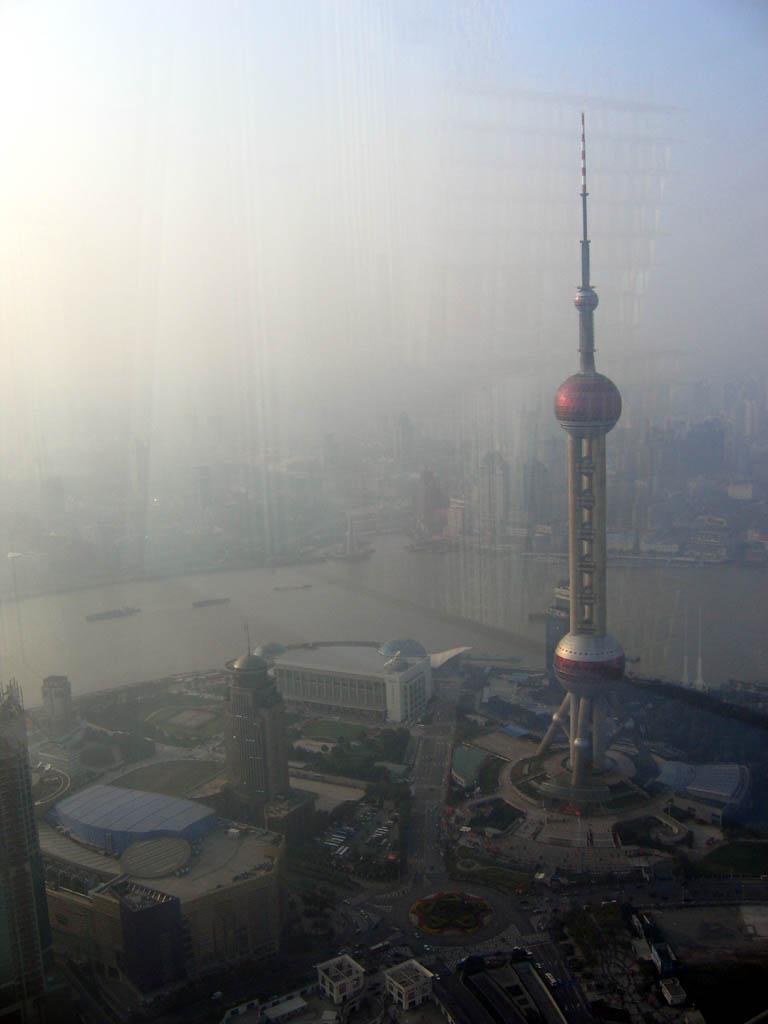
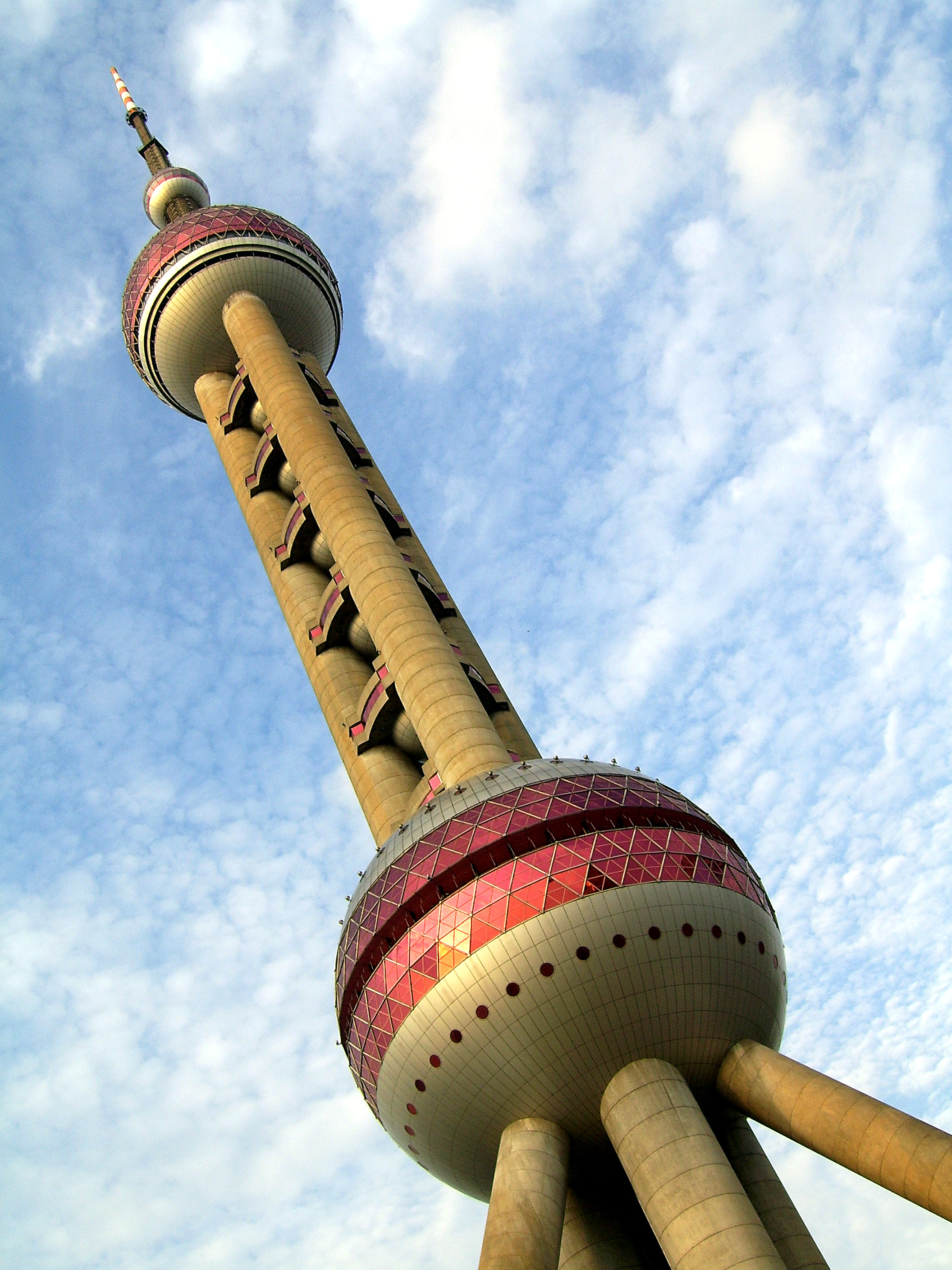
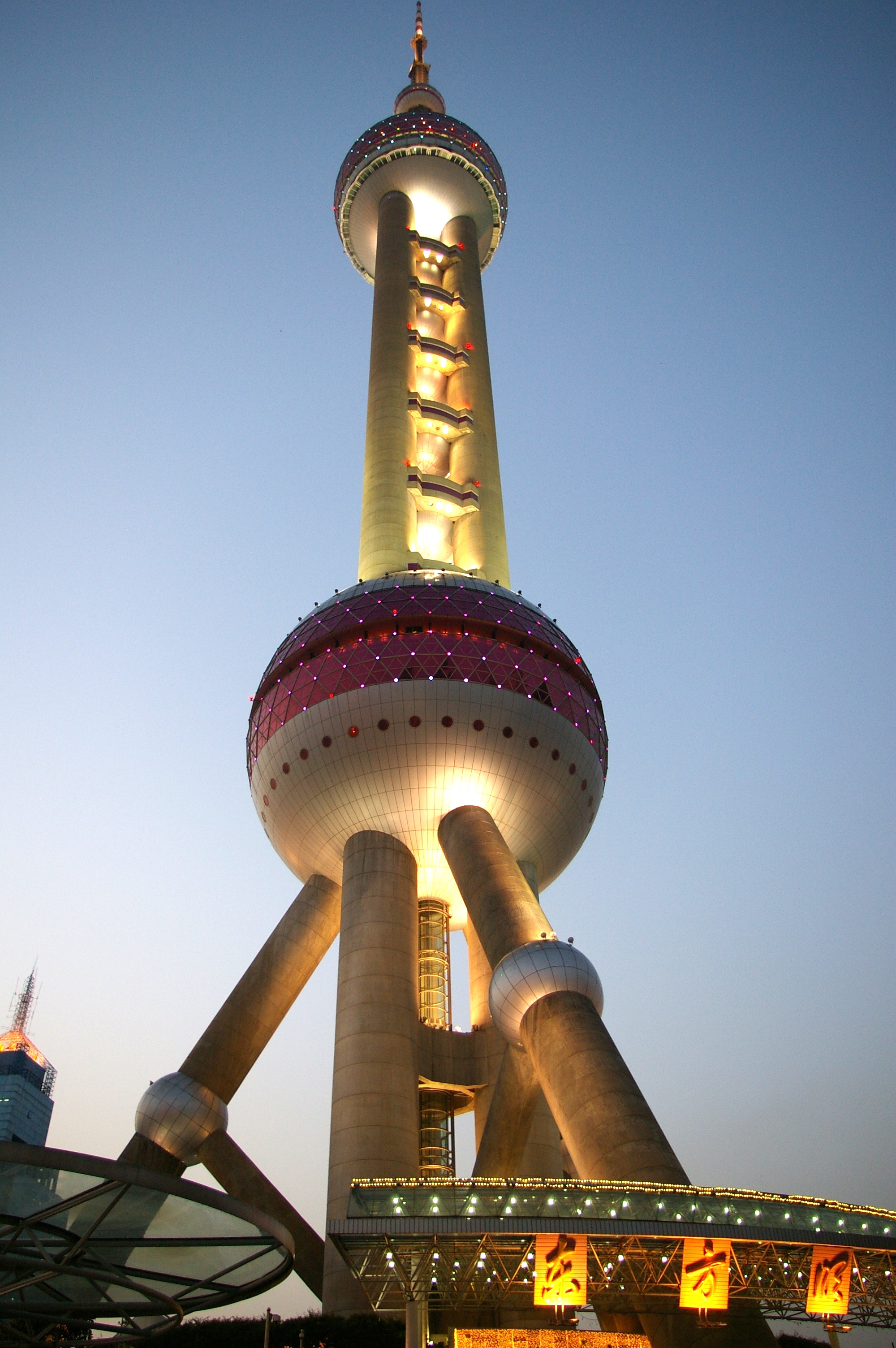